# Katedrala sv. Jurja u Lavovu
Katedrala svetog Jurja (ukrajinski: Собор святого Юра), smještena je u Lavovu u Ukrajini. To je katedrala u barokno-rokoko stilu koja je sjedište nadbiskupa Lavovske nadbiskupije (bizantskog obreda u zajedništvu sa Svetom Stolicom).
Godine 1280. na brdu svetog Jurja nalazila se crkva, budući da je posjed bio dio Galičko-Volinjskog Kraljevstva. Nakon što je Kazimir od Poljske uništio crkvu i utvrdu u kojoj se nalazila, sagrađena je bazilika za lokalnu pravoslavnu crkvu. U srpnju 1700. potpisan je ugovor o ujedinjenju između Lavovske biskupije i Svete Stolice, proglašavajući lavovskog biskupa Josefa Sjoemljanskog članom Brestske crkvene unije.
Gradnja sadašnje katedrale datira od 1746. do 1762 godine. Kada se sjedište mitropolita prenijelo u Lavov, postala je glavna crkva ukrajinskih grkokatolika.
Katedrala Svetog Jurja, koju je sagradio arhitekt Bernard Meretyn, odražava i zapadnjačke utjecaje i ukrajinsku baroknu arhitekturu. Kipovi svetog Jurja, pape Lava I. i svetog Atanazija iznad ulaza, djelo su kipara Johanna Georga Pinsela. Najvažnija relikvija je čudotvorna ikona Majke Božje iz 17. stoljeća. U crkvi se nalaze i grobnice grkokatoličkih kardinala, uključujući i Josifa Slipija. Sveukupno je taj herojski prelat u zatvorima i gulazima nedužan proveo 18 godina.
Katedrala svetog Jurja upisana je u Nacionalni registar spomenika Ukrajine.
Uz katedralu nalazi se još jedan zvonik, barokna metropolitanska palača, kaptol i unutarnji vrt.

## Galerija
- Pogled na katedralu sv. Jurja.
- Katedrala izvana.
- Unutrašnjost katedrale sv. Jurja.
- Poštanska marka Ukrajine s katedralom sv. Jurja.